# Polynoe variegata
Polynoe variegata är en ringmaskart som beskrevs av Wagner 1885. Polynoe variegata ingår i släktet Polynoe och familjen Polynoidae. Inga underarter finns listade i Catalogue of Life.